# Festivitat del Sant Àngel Tutelar de la Vila d'Aiora

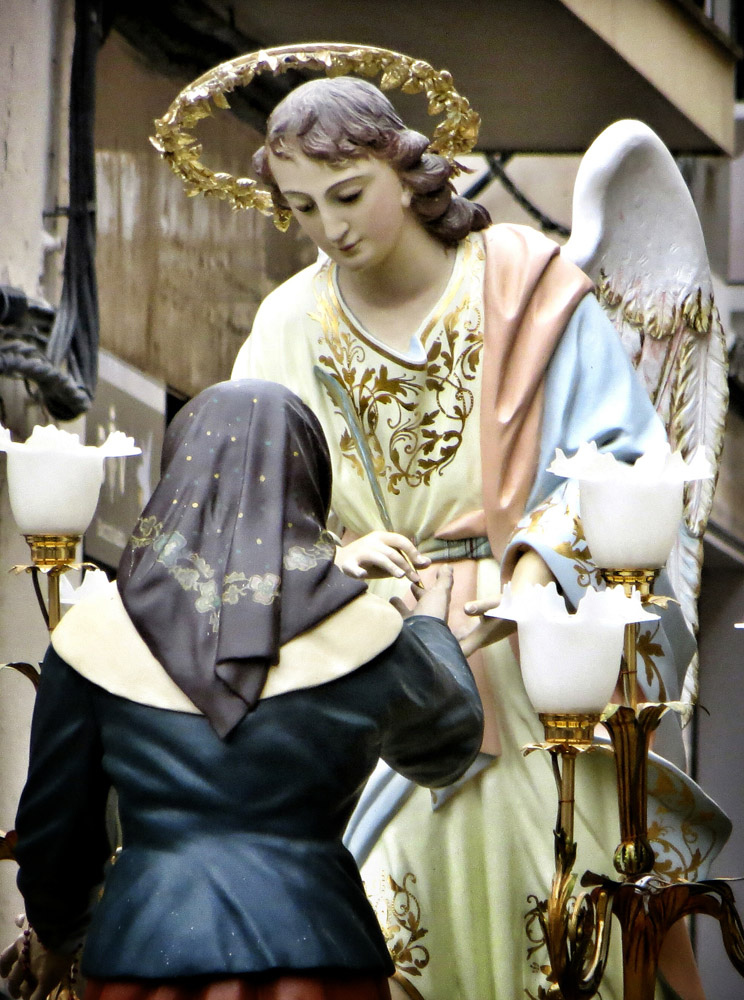
Sant Àngel de la Vila d'Aiora

La festivitat del Sant Àngel de la Vila d'Aiora és una festa local del municipi valencià d'Aiora (Vall de Cofrents). Està basada en un fet miraculós que, segons conta la tradició, va ocórrer en la localitat l'any 1392. Se celebra cada segon dilluns de giner, sent una de les tradicions més volgudes i amb major devoció de la ciutat i una senya d'identitat de la vila. El succés fon documentat per Miguel Molsós, contemporani dels fets i vicari general del bisbat de València i datari papal de Benet XIII, degà de la llavors Col·legiata d'Oriola, auditor de la Rota i capellà de Martí V.
Miguel Molsós narra els fets que van esdevenir:
"Es trobava la Vila d'Aiora sotmesa a la pesta i la fam l'any 1392. En el matí del segon dilluns de giner de 1392, una dona de nom Linyana prenia el camí a Xarafull que distava d'Aiora dues llegües. En el camí es va trobar amb un bell mosso que li va dir: "Torna a Aiora i digues que vinguen a este lloc i facen una rogació tots els anys i la pesta i la gana que assolen Aiora desapareixerà"; la dona li contestà que no la creurien, que què podia fer ella que solament era una dona. En eixe moment el mosso va la prendre de la mà i li va escriure en el palmell uns caràcters i va desaparéixer. La dona va tornar a Aiora i va explicar a Clergues i Jurats i la van creure. El poble va anar en processó al lloc indicat on van fer la rogació i al moment va cessar la pesta i la gana a Aiora."

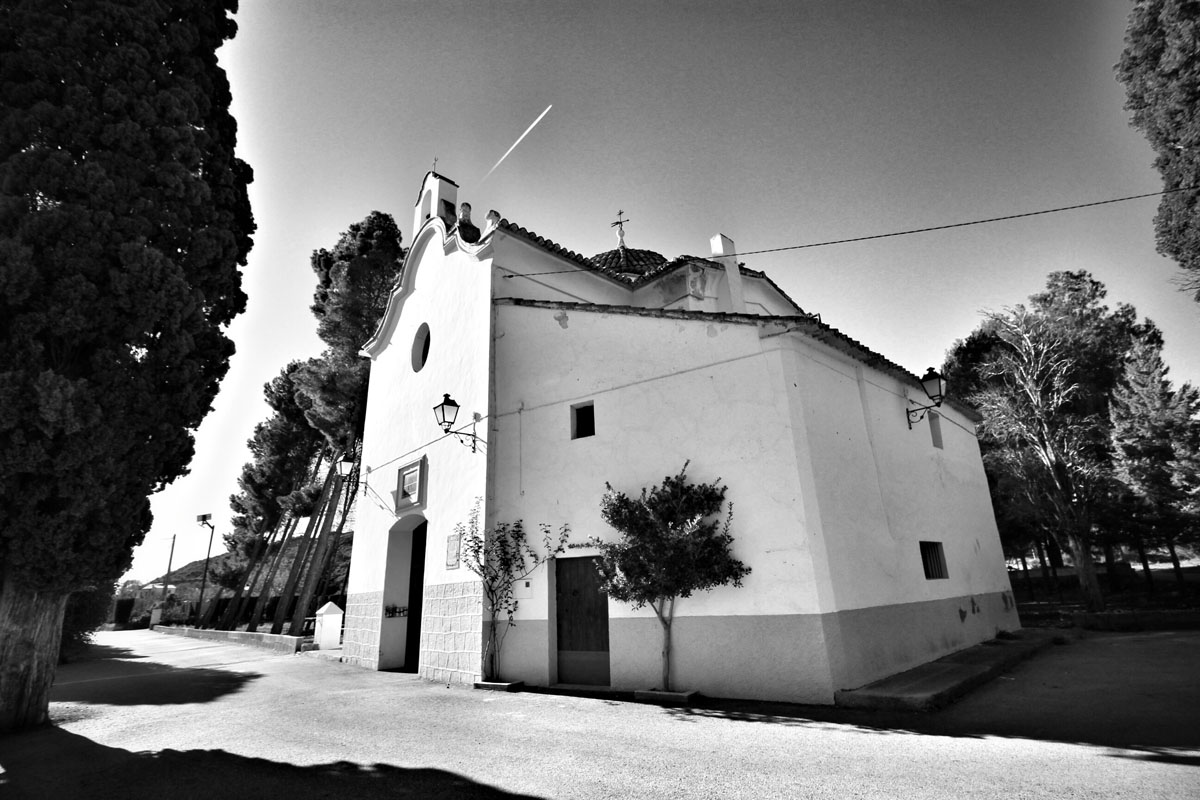
Ermita del Sant Àngel

Des d'aquella data, 1392, la població d'Aiora s'ha mantingut fidel a la seua promesa i cada segon dilluns de giner fa una romeria des del centre de la Vila (amb la imatge del Sant Àngel, que el dia anterior s'ha portat fins a l'Església Parroquial), fins a les portes de l'ermita del Sant Àngel on es realitza la rogació.
Els actes de la festivitat del Sant Àngel són diversos i s'inicien el dissabte anterior a la romeria. Eixe dissabte es realitza una doble marxa: una que ix des d'Aiora fins a l'ermita, i una altra que va des de Xarafull fins a Aiora en memòria del camí que va fer l'àvia Linyana.
El diumenge al matí, després d'una missa en l'ermita, es realitza el trasllat de la imatge fins a l'Església de La nostra Senyora de l'Assumpció per a celebrar una missa solemne. A poqueta nit es realitzen les solemnes vespres i en acabant s'encén la foguera i es tira un castell de focs artificials. Al seu torn, els grups de música tradicional, la rondalla, la pita i el tabalet amenitzen l'acte amb música.
El dilluns, dia de la festivitat del Sant Àngel, se celebra una missa solemne en la parròquia i a la vesprada es realitza la romeria des de l'Església Parroquial fins a l'ermita del sant Àngel, on el poble acompanya la imatge fins al seu santuari per a la rogació. En acabant, és tradicional acudir a la porta de l'ajuntament a demanar les festes i bous d'agost. L'alcalde pregunta tres vegades al poble si volen bous i al crit de: «Ayorinos, ¿queréis toros? Pues toros tendréis» ('Aiorins, voleu bous? Doncs bous tindreu') queden confirmades les festes d'agost a Aiora.
Eixe dia és tradicional la recepta de l'ajetao, plat tradicional de la cuina aiorina.